# Manuel Machado Pamplona
 Manuel Machado Pamplona  (Ilha de São Jorge, Açores, 1845 - ?) foi um jornalista português formado bacharel em leis; foi notário na vila das Velas, ilha de São Jorge. Foi redator dos jornais "Jorgense" e "Velense", ambos editados na Ilha de São Jorge.